# Targhe d'immatricolazione del Kosovo
Le targhe d'immatricolazione del Kosovo, bianche con lettere e numeri neri, sono emesse dal Ministero degli Affari Interni del Paese e vengono utilizzate per identificare i veicoli immatricolati nella repubblica della penisola balcanica.

## Sistema in uso dal 2011

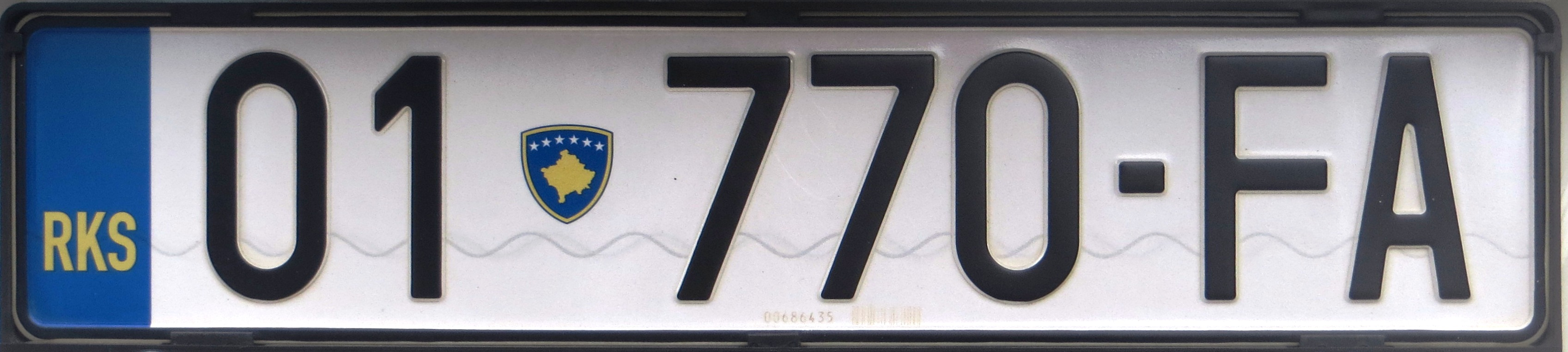
Formato standard in uso dal 2011

Dal 2011 è stato introdotto un nuovo tipo di targa che include da sinistra a destra: una banda blu verticale all'interno della quale, in basso, sono scritte le lettere RKS (che stanno per Republic of Kosovo) di colore giallo, un numero a due cifre identificativo del distretto, lo stemma nazionale, un numero a tre cifre, un trattino e due lettere. Il numero a tre cifre inizia da 101 e le lettere avanzano in ordine alfabetico a partire da "AA". Il nuovo sistema e formato hanno gradualmente rimpiazzato quelli cessati.

### Dimensioni

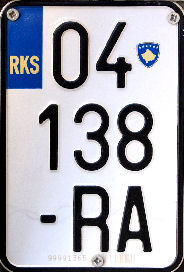
Targa di un ciclomotore

- Le targhe d'immatricolazione standard su un'unica riga misurano 520 × 110 mm, quelle su doppia linea per autoveicoli misurano 340 × 200 mm.
- Le dimensioni delle targhe per motocicli di cilindrata superiore a 125 cm³ sono 240 × 130 mm.
- Il formato per le vetture con il vano targa posteriore di lunghezza ridotta è quello americano, con dimensioni di circa 300 × 150 mm.
- I ciclomotori e gli scooter fino a 125 cm³ misurano 100 × 150 mm e hanno i caratteri distribuiti su tre righe: la fascia blu con le lettere RKS, il codice numerico regionale e il logo dello Stato sono posizionati in alto, le tre cifre al centro, un trattino e due lettere seriali (si è partiti da "RA") in basso.

## Targhe speciali

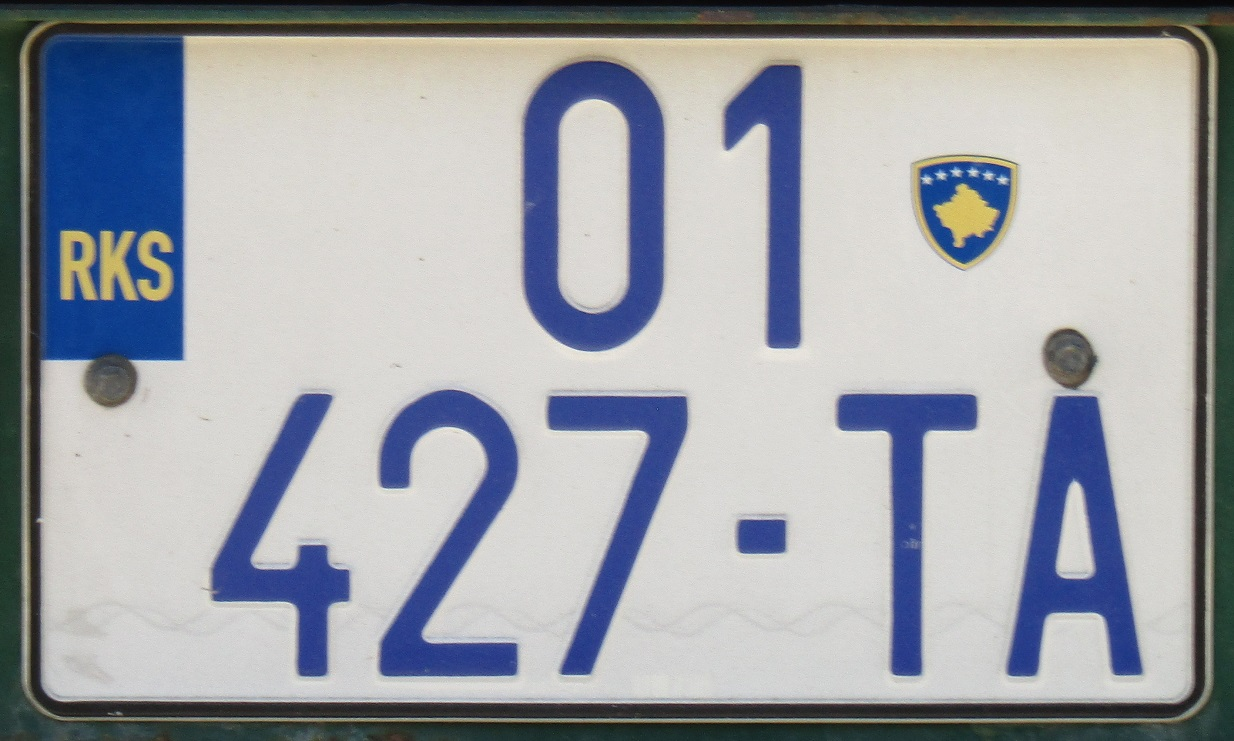
Formato per rimorchi

Targa di una macchina agricola o di un veicolo speciale

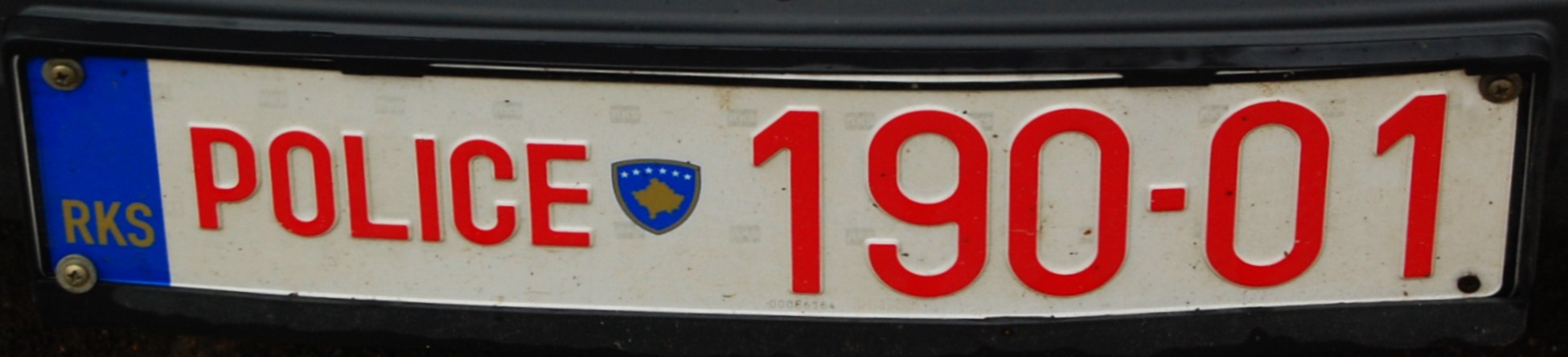
Targa di un automezzo della Polizia

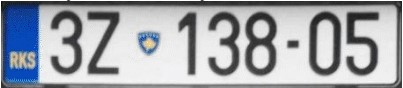
Esempio di formato per veicoli di un'autorità governativa

Formato per veicoli della Guardia doganale

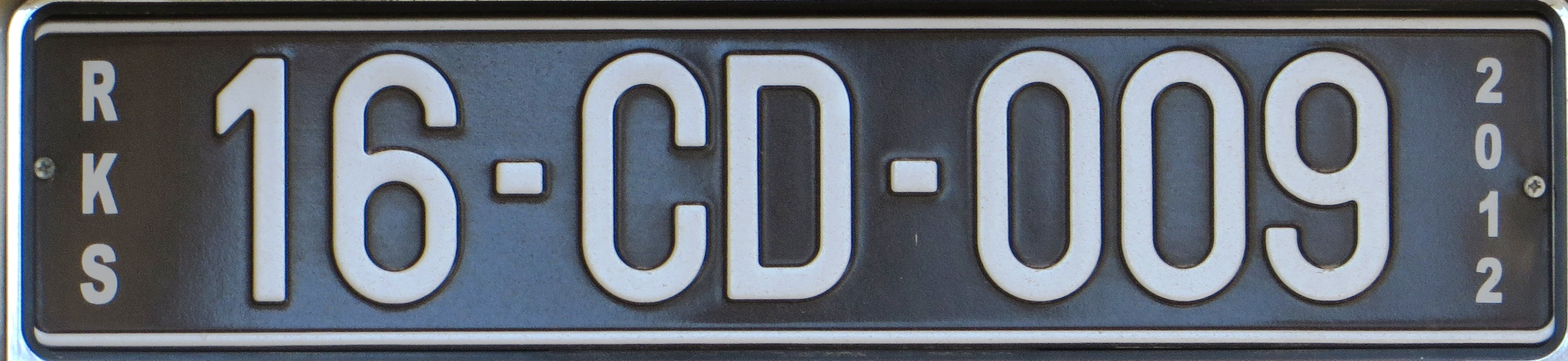
Targa diplomatica apposta su un'auto immatricolata nel 2012

- Targhe provvisorie: al posto del numero distrettuale a sinistra sono posizionate le lettere RP, iniziali in albanese di Regjistrimi i Përkohshëm (cioè "immatricolazione temporanea"); invece delle ultime due cifre, dopo il trattino si trovano due ulteriori lettere che avanzano progressivamente da "AA".
- Targhe prova per concessionari: un primo formato ha la banda blu RKS a sinistra, le lettere PR che precedono un trattino al posto dello stemma nazionale, tre cifre, un altro trattino e due lettere seriali; in alto, centrata e di dimensioni ridotte, è posizionata la scritta PROBATION (cioè "prova" in inglese). In un secondo formato, a destra della banda blu RKS si trovano la dicitura PROBATION di dimensioni ridotte, l'emblema nazionale, il codice numerico identificativo della regione, un trattino, tre cifre, un altro trattino e due lettere seriali[3].
- Rimorchi: hanno cifre e lettere blu disposte su due righe; il bordo è nero.
- Macchine agricole e veicoli speciali (incluse le macchine edili): sono anch'esse su doppia linea; si contraddistinguono per i  caratteri bianchi su fondo verde.
- Rimorchi agricoli e per l'edilizia: si differenziano dalle macchine agricole e dai veicoli speciali per il fondo giallo e i caratteri neri.
- Automezzi della Polizia: hanno i caratteri rossi e la dicitura POLICE al posto del numero distrettuale.
- Vetture dell'ufficio della Presidenza: hanno il codice 1Z tra banda blu e stemma nazionale.
- Vetture dei membri del Parlamento: si contraddistinguono per il codice 2Z.
- Vetture delle autorità governative centrali: il codice identificativo è 3Z. 3Z 012-01 = ufficio del Primo Ministro, da 3Z 012-02 a 3Z 012-19 = ministri dei vari dipartimenti governativi[4].
- Vetture di membri di istituzioni del sistema giudiziario: recano il codice 4Z.
- Vetture di membri di istituzioni indipendenti del Parlamento: hanno il codice 5Z.
- Vetture di autorità governative distrettuali: il codice numerico dell'area di immatricolazione è seguito dalla lettera Z (per es.: 01Z) e da altri due numeri a due cifre separati da un trattino.
- Autoveicoli della Guardia doganale: la scritta in inglese CUSTOMS di dimensioni ridotte (posizionata dopo la banda blu) precede lo stemma nazionale, un numero a tre cifre, un trattino e le lettere fisse DG, che stanno per Doganë in albanese; i caratteri sono bianchi su fondo azzurro.
- Veicoli dei Corpi diplomatici (dal 2008): lettere e numeri sono bianchi su fondo nero. La sigla automobilistica internazionale "RKS", con le lettere allineate in verticale a sinistra, è seguita da due cifre (erano tre fino al 2011) identificative del Paese della rappresentanza, il codice CD e un numero che inizia da 001. Nel margine destro è posizionato l'anno di immatricolazione del veicolo, con le cifre allineate verticalmente.
- Automezzi adibiti a servizi di emergenza: hanno i caratteri rossi; a sinistra il numero telefonico di emergenza 112 precede lo stemma nazionale e altri due numeri, il primo progressivo a tre cifre e il secondo identificativo del distretto[5]. Rappresentazione schematica:

| 112 001 - 01 |

## Veicoli militari

Targa campione di un veicolo della Kosovo Security Force del tipo emesso fino al 2013 (stemma nazionale a sinistra)

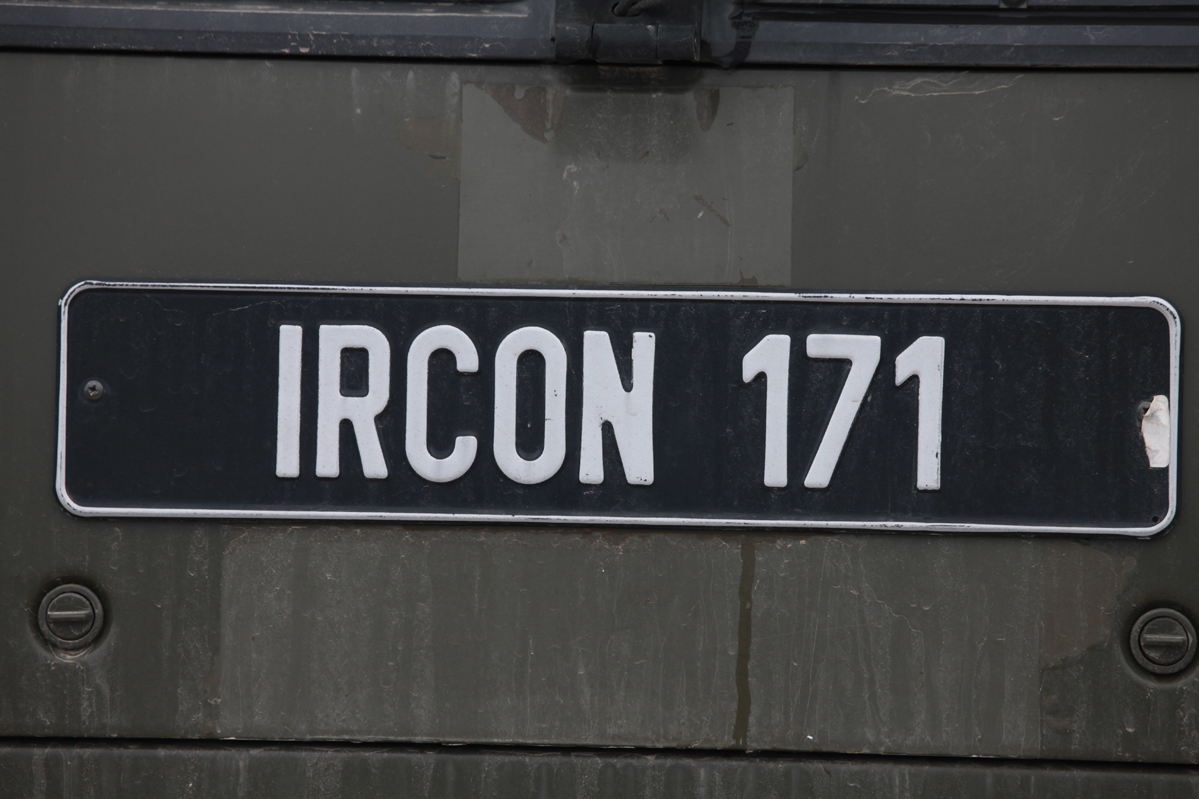
Targa di un automezzo del contingente irlandese della KFOR

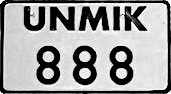
Formato su doppia linea per automezzi del personale dellUNMIK

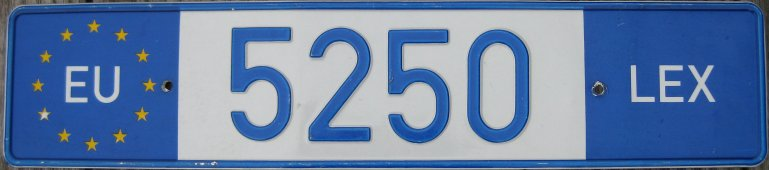
Formato (del tipo a sfondo bianco) per veicoli in dotazione allEULEX

- Ai veicoli della Forza di Sicurezza del Kosovo venivano assegnate targhe con la sigla KSF (acronimo di Kosovo Security Force): il codice, fino al 2013 posposto e successivamente anteposto allo stemma nazionale, era seguito da due numeri (il primo a tre e il secondo, indicante la mansione del reparto[6], a due cifre) e dal logo del Corpo; i caratteri sono gialli su fondo verde scuro. Nel 2022 il design è stato modificato pur mantenendo gli stessi colori: lo stemma nazionale in alto e le lettere RKS in basso sono posizionati a sinistra e una linea verticale gialla li separa dalla prima lettera, il logo del Corpo si trova tra le lettere e le cifre. La sigla FSK (che sta per Forca e Sigurisë së Kosovës in albanese) ha sostituito le iniziali in inglese del formato precedente.

- Veicoli in dotazione all'OCSE: le targhe d'immatricolazione, su unica o doppia linea, sono bianche con caratteri neri; il nome dell'organizzazione per esteso OCSE è seguito da un numero di tre cifre e dalla lettera P, iniziale della capitale Priština / Prishtinë.

- Automezzi del Kosovo Force (KFOR): presentano targhe azzurre, su unica o doppia linea, con caratteri bianchi o gialli; le lettere KFOR precedono il logo della NATO e un numero di tre cifre che avanza progressivamente da 001.

- Veicoli del contingente irlandese della KFOR: i caratteri sono grigio argento su fondo nero; le lettere IRCON, che stanno per Irish Contingent, precedono un numero progressivo generalmente di tre cifre.

- Automezzi del personale dell'UNMIK: quelli privati iniziano la serie alfanumerica con le lettere UN seguite da un trattino, una P (iniziale di Private vehicle) e un numero di quattro cifre; quelli appartenenti all'organizzazione recano l'acronimo UNMIK che precede un numero progressivo di tre o, più frequentemente, quattro cifre. In entrambi i formati i caratteri sono neri su fondo bianco.

- Le targhe dei veicoli dell'EULEX possono avere il fondo nero o bianco. Nel primo caso alla numerazione progressiva sono anteposte le dodici stelle gialle in circolo dell'Unione europea (non sempre presenti e a volte in una banda azzurra), le lettere EU bianche, seguite da un numero di tre o quattro cifre e dalle lettere PV (Personal Vehicle) o P (Personnel), anch'esse bianche. Nel secondo caso le lettere EU bianche circondate dalle dodici stelle gialle simbolo dell'UE all'interno di una banda blu precedono quattro cifre azzurre e le lettere LEX bianche al centro di un'altra banda blu posizionata a destra.

## Codici numerici e distretti corrispondenti

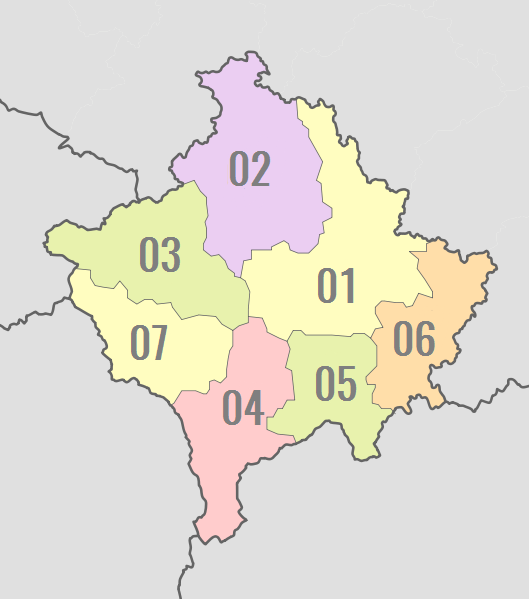
Carta con la suddivisione del Kosovo in distretti e i relativi numeri nelle targhe emesse dal 2011

| Codice | Distretto (in albanese e in serbo) |
| ------ | ---------------------------------- |
| 01     | Prishtinë / Priština               |
| 02     | Mitrovicë / Kosovska Mitrovica     |
| 03     | Pejë / Peć                         |
| 04     | Prizreni / Prizren                 |
| 05     | Ferizaj / Uroševac                 |
| 06     | Gjilan / Gnjilane                  |
| 07     | Gjakovë / Đakovica                 |

## Tensione con la Serbia sulle targhe fino al 2024
Nel Kosovo del Nord si era nuovamente intensificata la tensione con la Serbia dopo l'approvazione delle norme che dal 20 settembre 2021 obbligavano gli automobilisti serbi a circolare nel territorio kosovaro con targhe locali della validità di sessanta giorni e recanti la dicitura "Repubblica del Kosovo". A sua volta la Serbia non consentiva ancora ai veicoli in entrata nel Paese di esporre targhe kosovare, inoltre dal 2011 autorizzava la circolazione di automezzi del Kosovo sul suo territorio solo a patto che fossero muniti di una targa serba provvisoria a un prezzo agevolato di 400 dinari (circa 3,50 €). In attesa che venisse concordata una soluzione permanente, dal 4 ottobre 2021 gli automobilisti in entrata nel nord della repubblica ricevevano delle etichette adesive da apporre alle targhe, senza che vi fosse la necessità di sostituirle (come era stato richiesto inizialmente dalle autorità kosovare). 
La dirigenza di Belgrado ha deciso di autorizzare dal 1º gennaio 2024 le auto con targa kosovara a entrare liberamente in Serbia. Petar Petković, capo dell'Ufficio governativo serbo per il Kosovo, ha puntualizzato che la decisione di Belgrado è legata alla volontà di risolvere problemi pratici e quotidiani, al fine di facilitare gli spostamenti.

## Targhe UNMIK

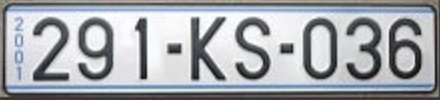
Targa UNMIK standard del 2001

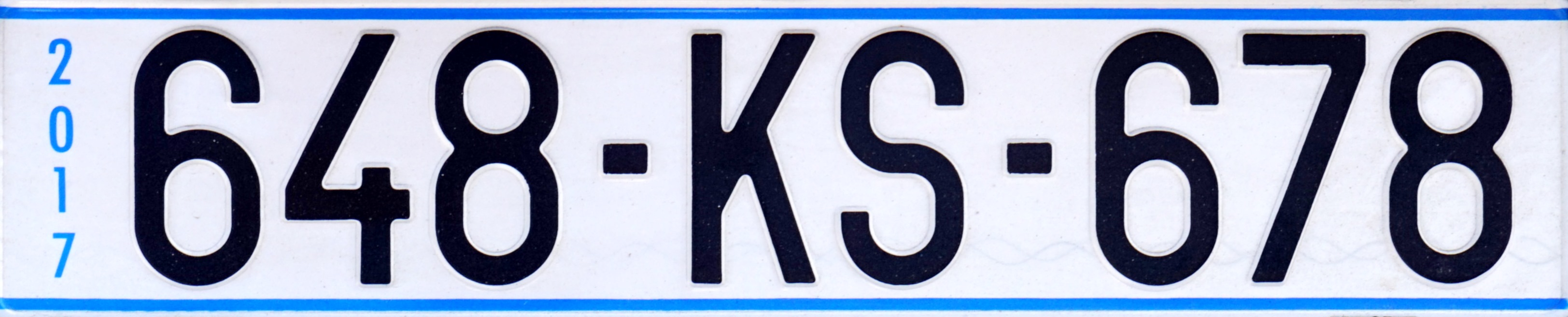
Targa UNMIK del 2017 per frontalieri del Kosovo settentrionale che necessitavano di entrare in Serbia

Dal 30 settembre 1999 al 2 gennaio 2011 tutte le targhe ordinarie emesse nel Kosovo sotto l'amministrazione UNMIK avevano il bordo superiore e inferiore azzurro chiaro; iniziavano con tre cifre, proseguivano con un trattino, le lettere KS che stavano per "Kosovo", un altro trattino, e terminavano con tre ulteriori cifre. L'anno di immatricolazione del veicolo era posizionato a sinistra, di colore azzurro chiaro e, dal 2000, con le cifre allineate in verticale (solo nel 1999 erano scritte in orizzontale tra la lettera K e la S). Il formato su un'unica riga misurava 520 × 110 mm come quello attuale, quello su doppia linea 280 × 200 mm.
Queste targhe vennero reintrodotte dal 1º novembre 2011 per i cittadini del Kosovo settentrionale che per motivi di lavoro necessitavano di varcare il confine con la Serbia, poiché questo Stato riconosceva solo targhe UNMIK e non quelle con la sigla automobilistica internazionale RKS. 
La loro emissione terminò ufficialmente nel 2020.

### Varianti del formato standard

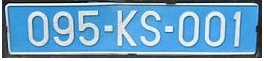
Targa UNMIK di un veicolo della Guardia doganale

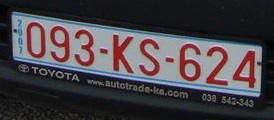
Formato UNMIK per motoveicoli (primo numero 093) della Polizia

- I motocicli e i ciclomotori presentavano due numeri di tre cifre, il primo sulla linea superiore e il secondo su quella inferiore; le lettere "KS" e l'anno di emissione occupavano la riga centrale.
- Ai mezzi adibiti a servizi di emergenza venivano assegnate targhe con bordo e anno di immatricolazione celesti e testo rosso. Autoveicoli e motoveicoli della Polizia avevano rispettivamente 092 e 093 come primo numero; ambulanze e veicoli in dotazione ai vigili del fuoco avevano 112 o 715 come primo numero.
- Anche le altre targhe speciali, se si eccettuano quelle diplomatiche che si contraddistinguevano per il codice "CD" come quelle attuali, avevano la sigla "KS" al centro come quelle ordinarie. I colori erano identici a quelli del sistema in vigore dal 6 dicembre 2010: bordo, lettere e numeri bianchi in campo azzurro per le vetture della Guardia doganale (con primo numero 095); bordo e caratteri bianchi su fondo verde per le macchine agricole e da costruzione (280 × 200 mm); bordo e caratteri neri su fondo giallo per i rimorchi agricoli e per l'edilizia (280 × 200 mm).

## Sistema e formato utilizzati fino al 1° dicembre 2023 dai veicoli di cittadini serbi residenti in Kosovo

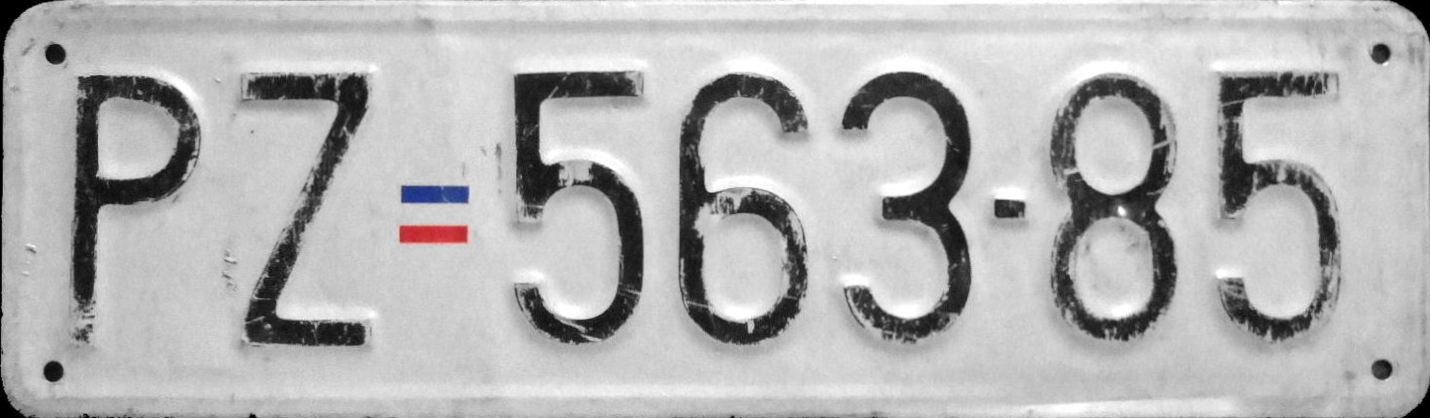
Esempio di formato utilizzato dal 1992 al 30 settembre 1999

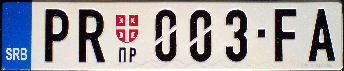
Targa del tipo emesso dal 2011 al 1° dicembre 2023 per i veicoli di cittadini serbi residenti in Kosovo

L'uso delle targhe con il sistema e il formato serbi in vigore dal 2011 è stato dichiarato illegale dal governo nel 2023; i residenti serbi nel Kosovo hanno avuto tempo fino al 1° dicembre dello stesso anno per convertirle in targhe kosovare. In caso contrario, non possono viaggiare nel Paese.
| Sigla | Nome del distretto in serbo | Note                                               |
| ----- | --------------------------- | -------------------------------------------------- |
| ÐA    | Ðakovica                    | Da giugno 2012 al 1° dicembre 2023                 |
| DJ    | Ðakovica                    | Fino a giugno 2012.                                |
| GL    | Gnjilane                    | Fino al 1° dicembre 2023.                          |
| KM    | Kosovska Mitrovica          | Fino al 31/12/1984 e dal 1993 al 1° dicembre 2023. |
| PE    | Peć                         | Fino al 1° dicembre 2023.                          |
| PJ    | Podujevo                    | Fino al 1977 (epoca jugoslava).                    |
| PR    | Priština                    | Fino al 1° dicembre 2023.                          |
| PZ    | Prizren                     | Fino al 1° dicembre 2023.                          |
| TM    | Titova Mitrovica            | Dal 1985 al 31 dicembre 1992 (epoca jugoslava).    |
| UR    | Uroševac                    | Fino al 1° dicembre 2023.                          |

## Targhe emesse nei distretti occupati dall'esercito albanese

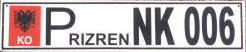
Targa di un veicolo circolante nel distretto di Prizren tra il 1998 e settembre 1999 durante l'occupazione da parte delle Forze armate albanesi

Il formato delle targhe d'immatricolazione (non ufficiali), emesse dal 1998 a fine settembre 1999, dei veicoli circolanti nei distretti occupati dalle Forze armate albanesi era simile a quello allora in vigore in Albania, anche se, a differenza delle targhe albanesi, all'interno della banda rossa a sinistra erano impresse sotto l'aquila nera le lettere bianche KO, che stavano per "Kosovo", oppure era posizionata sopra o sotto l'aquila la scritta KOSOVA ("Kosovo" in albanese) di colore bianco o nero. 
- GJK - Gjakovë
- PE - Pejë
- Prizren - Prizren

## Mezzi in dotazione alle Forze di Difesa del Kosovo

Facsimile di targa di un automezzo delle Truppe di Difesa del Kosovo (primi anni Duemila)

Queste targhe speciali, con caratteri neri su fondo giallo, furono emesse nei primi anni Duemila. Il logo del Corpo e una linea verticale precedevano la sigla TMK, acronimo di Trupat Mbrojtëse të Kosovës (cioè Forze di Difesa del Kosovo in albanese), mentre un trattino, un numero a tre cifre, un ulteriore trattino e le lettere KS (che stavano per "Kosovo") la seguivano. 
Dalla metà degli anni Duemila al 2009 il Corpo di Protezione del Kosovo (KPC) emise targhe con colori e formato identici; l'unica differenza era la sigla TMS al posto di TMK.

## Veicoli dell'UÇK

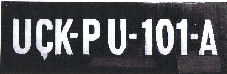
Targa di un automezzo della Polizia militare (lettere "PU") dell'UÇK

Dal 1998 alla fine di settembre del 1999 vennero emesse targhe apposite per gli automezzi dell'Ushtria Çlirimtare e Kosovës (UÇK), nome albanese dell'Esercito di liberazione del Kosovo, formalmente sciolto il 20 gennaio 2009. A sinistra era posizionata una banda bicolore, rossa nella metà superiore e nera in quella inferiore, che precedeva le lettere UÇK e una coda alfanumerica variabile. 
Si conoscono quattro tipi differenti di formati:
- automezzi dell'Esercito: caratteri neri in campo giallo, la sigla UÇK era seguita da due numeri di due cifre separati da un trattino e una lettera seriale (es.: UÇK-01-01-E);
- veicoli della Polizia militare: caratteri bianchi su fondo nero, la sigla UÇK precedeva le lettere fisse PU (iniziali in albanese di Policia Ushtarake, ossia "Polizia militare"), un numero di tre cifre e una lettera seriale (es.: UÇK-PU-123-A);
- ambulanze: caratteri neri in campo bianco, il codice UÇK era seguito da un numero di tre cifre, una lettera seriale e lo stemma della Croce Rossa (es.: UÇK-001-C);
- autovetture di agenzie di stampa o corrispondenti esteri: caratteri neri su fondo bianco, il codice UÇK precedeva la dicitura in inglese PRESS, un numero di due cifre e una lettera seriale (es.: UÇK-PRESS-01A).